# Мох, Рудольф Иванович
Рудольф Иванович Мох (псевдонимы — Мех, Рудольф Мхъ, Рудольф, Р. М.; 16 апреля 1816, Бережаны, Австрийская империя (ныне Тернопольская область, Украина) — 12 февраля 1892, с. Остров, ныне Галичская община, Ивано-Франковская область Украина) — украинский поэт, драматург, общественный деятель, священник УКГЦ .
Один из зачинателей украинской драматургии на Галичине.

## Биография
Родился в смешанной польско-украинской мещанской семье. Обучался в Бережанской гимназии (1828—1834), затем — Тернопольском иезуитском лицее. В 1842 году окончил Львовскую духовную семинарию. В том же году был рукоположён. Служил священником.
Принадлежал к числу сподвижников и продолжателей идей «Русской троицы». Р. Мох — активный деятель украинского общественно-политического и культурного движения 1848 года, делегат «Головной руськой рады», участник «Собора русских учёных» (1848). В выступлениях и статьях в прессе призывал к организации украинского народа, отстаивал его национальные и социальные права, развитие образования и культуры («Слово к народу галицко-русскому» (1848). Проводил большую культурно-просветительную работу в селах Галиции, основывал хоры, был одним из наиболее деятельным организаторов движения за трезвый образ жизни.
Служил священником 50 лет.
Похоронен в с. Курипове Ивано-Франковской области. На могиле священника установлен восьмигранный однораменный крест из песчаника на каменном постаменте с рельефным орнаментом.

## Творчество
Автор стихов и драм на украинском народном языке панегирического и описательно-моралистического содержания (сборник «Мотиль», 1841). В газете «Зоря галицкая» выступил с сатирическим стихотворением «Розпука орендарська над селянами, котрії до розуму приходять»" (1848) и фрагментами драмы об отмене барщины в Галичине «Терпен-спасен» (или «Пам’ятка 3. Мая 1848» (1849). Крепостное бесправие, беспросветность жизни галицкого села показаны в пьесах «Справи в селі Клекотині» (1849), названной И. Франко «первой попыткой украинской комедии на Галичине» , и «Пам’ятка 3. Мая 1848» (1849). Социально—бытовая драма в стихах «Опікунство» была поставлена в 1864 году украинским галицким театром.

## Память
В бывшей резиденции священника в с. Курипове создан музей Р. Моха и установлена мемориальная таблица.